# 제6회 서울독립영화제
제6회 서울독립영화제는 1980년 7월 15일에 열린 시상식이다.

## 수상 및 후보

### 최우수작품상
- 장승 1980 - 변한모 수상

### KT&G상상마당상
- 넘버5 - 장성모 수상
- 섬세 그 영원한 한국적 미 - 김성욱 수상

### 기획상
- 선 - 김영철 수상

### 촬영상
- 장승 1980 - 박종원, 복한모, 한석현 수상

### 편집상
- 경 - 이경수 수상

### YES24상
- 노인 - 홍성완 수상